# 日本基督教団若松栄町教会
若松栄町教会（わかまつさかえまちきょうかい）は、福島県会津若松市にある旧長老系の日本基督教団の教会。
1894年（明治27年）9月、日本基督教会宮城中会による伝道として会津若松に赴任した藤生金六が北小路35番地に開設した講義所をはじまりとする（藤生が伝道の傍ら開いた英語塾の生徒だった野口英世は翌年4月に藤生より受洗）。1897年（明治30年）に藤生は病気により辞任。
1941年（昭和16年）、宗教団体法に基づき日本基督教団に所属。
2000年に登録有形文化財に登録された。
現在は会津若松市西栄町にある。